# Il leone a sette teste
Il leone a sette teste (Der Leone Have Sept Cabeças) è un film del 1970, diretto da Glauber Rocha.

## Trama
Pablo, italo-americano, viene a dare man forte agli abitanti di un Paese africano che fanno guerra ai colonialisti; viene fatto prigioniero da mercenari, i quali, dopo aver sterminato molti neri, verranno a loro volta uccisi da Pablo e da Zumbi, nei quali si sono reincarnati i vecchi capi defunti